# Marco Lucchesi

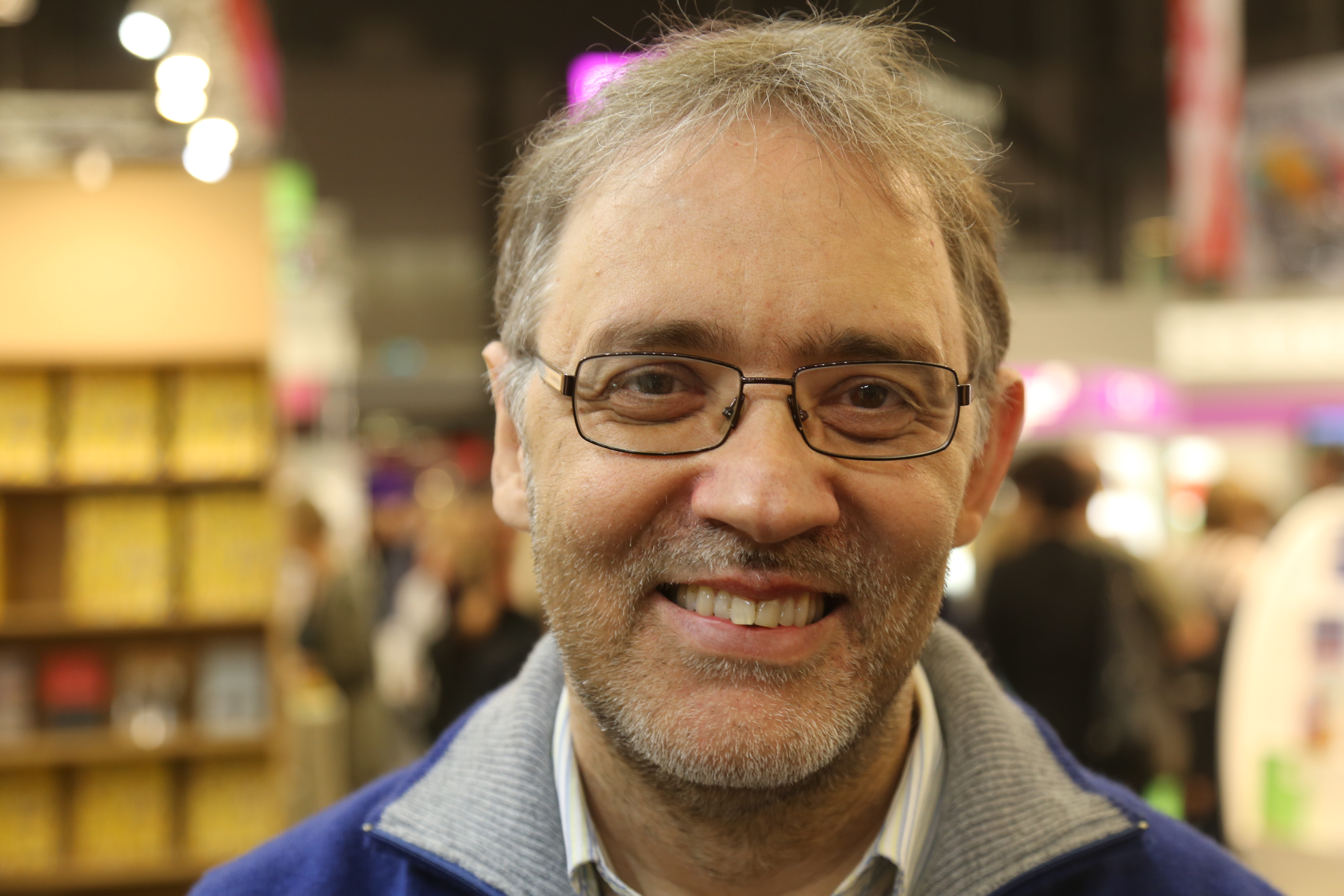
Marco Lucchesi 2014.

Marco Lucchesi (n. 1963 la Rio de Janeiro) este critic literar, scriitor, poet, traducător și lingvist brazilian. 
S-a născut în familia unor imigranți italieni. Este profesor la Universitatea din Rio de Janeiro. Autor al volumelor de versuri "Bizancio", "A sombra de Amado", "Poemas reunidos", "Sphera" ș.a. A fost distins cu Premiul Jabuti (2002), cel mai important premiu literar brazilian, și cu Premiul Alphonsus de Guimarães (2006). Din 2011 este membru al Academiei Braziliene de Litere.

## Activitate
A absolvit Facultatea de Istorie la Universitatea Federală Fluminense și a susținut masteratul și doctoratul în literatură și a efectuat cercetări postdoctorale în filosofia Renașterii la Universitatea din Köln, Germania. A fost profesor invitat al mai multor universități din Europa, Asia și America latină. Susține o rubrică permanentă în ziarul OˋGlobo și este colaborator al mai multor publicații din Brazilia și din străinătate. Are o bogată activitate de traducător. Printre traducerile sale se află operele lui Rumi, Velimir Hlebnikov, Rainer Maria Rilke, Georg Trakl, Giambattista Vico, Ugo Foscolo, Primo Levi, Umberto Eco.

## Traducător
Este un rafinat traducător de poezie românească, promovând intens prin traducerile sale literatura română în străinătate. A tradus poezii de George Bacovia, Dinu Flămând, Ștefan Petică și George Popescu. S-a ocupat de editarea unui număr special dedicat literaturii române în revista Poesia Sempre, la Biblioteca Națională de la Rio de Janeiro. În prezent traduce volumul Joc secund de Ion Barbu, care va apărea în Brazilia.
În volumul Carteiro imaterial a publicat eseuri despre literatura română, un studiu despre Mihai Eminescu, aducând un elogiu limbii române. În cartea Ficções de um ganinete ocidental a scris un eseu despre poezia lui Marin Sorescu.
Marco Lucchesi a fost distins cu titlul de Doctor Honoris Causa (2016) de către Universitatea Tibiscus din Timișoara și a primit titlul de Ambasador al Poeziei la Iași (2017). A fost distins cu o diplomă a Consulatului Român de la Rio de Janeiro (2012) și a primit Premiul „Marin Sorescu” (2006). A fost publicat în mai multe antologii românești, iar volumele sale Surâsul haosului (Editura Aius, 2013), Prietenia la patru mâini (Editura Autograf M.J.M., 2005), Hyades (Editura Autograf MJM, 2005), Grădinile somnului (Editura Scrisul românesc, 2003) au fost traduse de George Popescu în limba română.
Printre volumele sale se numără Teatro alquímico / Teatru alchimic (Premiul Eduardo Frieiro), A memória de Ulisses / Memoria lui Ulise (Premiul João Fagundes de Meneses), Meridiano celeste & bestiário / Meridianul ceresc și bestiariul, (Premiul Alphonsus de Guimaraens), Ficções de um gabinete ocidental / Ficțunile unui cabinet occidental (Premiul Ars Latina pentru eseuri si Premiul Origenes Lessa), O dom do Crime / Darul crimei(finalist al premiului São Paulo și premiul „Machado de Assis”), Poemas à Noite / Poeme către Noapte(Premiul Paulo Ronai”).